# رودبنة
رودبنة (بالفارسية: رودبنه) هي مدينة تقع في إيران في Rudboneh District. يقدر عدد سكانها بـ 3,594 نسمة .